# Prolasius hemiflavus
Prolasius hemiflavus é uma espécie de formiga do gênero Prolasius, pertencente à subfamília Formicinae.